# Бірлесуський сільський округ
Бірлесу́ський сільський округ (каз. Бірлесу ауылдық округі, рос. Бирлесуский сельский округ) — адміністративна одиниця у складі Келеського району Туркестанської області Казахстану. Адміністративний центр — село 28 гвардійців.
Населення — 4788 осіб (2021; 3875 у 2009, 3234 у 1999, 2934 у 1989).
Станом на 1989 рік існувала Жузумдіцька сільська рада (села 28 гвардійців, 60-ліття Октября, Карла Маркса, Онтустік, Садове, Цілинне, селища Бірлесу, Канал). Пізніше села 28 гвардійців, Берекелі (колишнє Цілинне), Діхан (колишнє Садове) та Казахстан (колишнє 60-ліття Октября) утворили окремий Бірлесуський сільський округ.

## Склад
До складу округу входять такі населені пункти:
| Населений пункт     | Колишні назви    | Населення, осіб (1989) | Населення, осіб (1999) | Населення, осіб (2009) | Населення, осіб (2021) |
| ------------------- | ---------------- | ---------------------- | ---------------------- | ---------------------- | ---------------------- |
| 28 гвардійців, село | -                | 558                    | 736                    | 856                    | 1134                   |
| Берекелі, село      | Цілинне          | 449                    | 215                    | 309                    | 269                    |
| Діхан, село         | Садове           | 119                    | 359                    | 257                    | 296                    |
| Казахстан, село     | 60-ліття Октября | 1808                   | 1924                   | 2453                   | 3089                   |